# 路易莎 (肯塔基州)
路易莎（英語：Louisa），是美国肯塔基州的一座城市。建立于1818年，面积约为4.1平方公里（1.6平方英里）。根据2010年美国人口普查，该市的人口为2,467人。